# کویان
کویان (به لهستانی:  Kujan) یک روستا در لهستان است که در گمینا زاکژوو (استان لهستان بزرگ‌تر) واقع شده‌است. کویان ۲۲۰ نفر جمعیت دارد.